# Pioneer Stadium
Pioneer Stadium é um estádio localizado em Hayward, Califórnia, Estados Unidos. O estádio abriga as partidas de mando de campo do FC Gold Pride, clube da liga de futebol feminino dos Estados Unidos.